# Силвия Трендафилова
Силвия Чавдарова Трендафилова е българска журналистка, телевизионна водеща, политик и общественик. С професионален опит в телевизия СКАТ. Учредител и член на ръководството на Национален фронт за спасение на България.

## Биография
Силвия Трендафилова е родена на 16 март 1976 г. в град София, България. Завършва Националната гимназия за древни езици и култури „Константин Кирил Философ“, с усилено изучаване на български език и литература, старобългарски език, старогръцки език, латински език, немски език, история на културата, изкуство и философия. През 1995 – 2000 г. е студентка в две специалности – Право и Журналистика в Нов български университет. В специалност Журналистика защитава с отличен дипломна работа на тема „Цензурата в електронните медии“. Веднага след завършване на висшето си образование, започва работа в телевизия СКАТ. От 2000 до 2002 г. е репортер и водещ на „Новини“ и „Сутрешен блок“. През 2002 г. създава правно-публицистичното предаване „Според закона“, на което е автор и водещ. Автор и водещ е на предаването „Зад фасадата“, което разглежда проблемите на София и на столичани.
Силвия Трендафилова е учредител и член на ръководството на Политическа партия Национален фронт за спасение на България. Кандидат за депутат на НФСБ в предсрочните парламентарни избори през май 2013 г., както и на изборите през октомври 2014 г., където се явява от листата на Патриотичния фронт – НФСБ-ВМРО. Силвия Трендафилова е кандидат на Национален фронт за спасение на България и на изборите за Европейски парламент през май 2014 г.

## Произведения
Реализира 13 документални филма и телевизионни пътеписи, в които се изявява и като режисьор. Сред тях по-значими са филмите: „Родени българи“, „Будна памет“, „Българин да си остана“, „Великден в Босилеград“, „Осмият ден“, „Зад синора“ (3 части), „Новото робство“ (6 части), „Храмът на поробителя“ (в съавторство със Стоян Иванов – журналист в ТВ „СКАТ“), „Гложенският манастир“ (2 части), „Кървава чешма“ (3 части).